# Orthochaetes
Orthochaetes är ett släkte av skalbaggar. Orthochaetes ingår i familjen vivlar.

## Dottertaxa tillOrthochaetes, i alfabetisk ordning[1]
- Orthochaetes alpicola
- Orthochaetes alpinus
- Orthochaetes armeniacus
- Orthochaetes baeticus
- Orthochaetes bilunulatus
- Orthochaetes caucasicus
- Orthochaetes cerdanicus
- Orthochaetes discoidalis
- Orthochaetes erinaceus
- Orthochaetes extensus
- Orthochaetes hirticulus
- Orthochaetes insignis
- Orthochaetes jonicus
- Orthochaetes judaeus
- Orthochaetes lepidopterus
- Orthochaetes oros
- Orthochaetes penicillus
- Orthochaetes plagiatus
- Orthochaetes porosus
- Orthochaetes rectirostris
- Orthochaetes rubricatus
- Orthochaetes sanctaesalzae
- Orthochaetes setiger
- Orthochaetes subsetosus
- Orthochaetes syriacus
- Orthochaetes tissoni
- Orthochaetes uniformis
- Orthochaetes ursus